# Kayangan (Diwek)
Kayangan is een bestuurslaag in het regentschap Jombang van de provincie Oost-Java, Indonesië. Kayangan telt 5568 inwoners (volkstelling 2010).